# Борсуково (Тальменський район)
Борсуко́во (рос. Барсуково) — село у складі Тальменського району Алтайського краю, Росія. Входить до складу Річкуновської сільської ради.

## Населення
Населення — 26 осіб (2010; 50 у 2002).
Національний склад (станом на 2002 рік):
- росіяни — 94 %